# Холодная Балка (Одесская область)
Холо́дная Ба́лка (укр. Холодна Балка) — село, относится к Одесскому району, Одесской области Украины; курорт.
Население по переписи 2001 года составляло 2582 человека.

## Местный совет
67660, Одесская обл., Одесский р-н, с. Холодная Балка, ул. Санаторная, 2а

## Курорт
Холодная Балка (бывш. имени октябрьской революции) — бальнеогрязевой и климатический курорт, в 21 км к С-З от Одессы и в 5 км от ж.-д. ст. Дачная, в с. Холодная Балка. Входит в Одесскую группу курортов. Расположен на западном берегу Хаджибейского лимана. Пляж песчаный. На курорте и в окрестностях — виноградники.
Климат переходный от морского к континентальному. Характерно преобладание летом тихой, безветренной погоды. В дневные часы летом здесь теплее, чем в Одессе, но зимой холоднее из-за северо-восточных ветров (название с. Холодная Балка, в районе которого возник курорт, связано с тем, что холодный воздух задерживается в низовьях оврагов и балок). О климате см. также в ст. Одесская группа курортов и Одесская область.
Основные природные лечебные факторы — грязь и рапа Хаджибейского лимана, которые используются для грязелечения и рапных ванн. Проводят также климатотерапию, виноградолечение, физиотерапевтические процедуры, лечебную физкультуру, массаж. На курорте осуществляется лечение детей, страдающих ревматизмом и заболеваниями органов движения и опоры.
Лечебные учреждения на курорте создавались одновременно с развитием старейших грязевых одесских курортов — Куяльницкого и Хаджибейского. В 1883 в с. Холодная Балка открыта грязелечебница — как отделение одной из городских больниц Одессы. Спустя 15 лет Херсонское земство построило здесь специальное здание грязелечебницы и разбило парк. После установления советской власти, уже в 1919 в грязелечебнице лечились красногвардейцы, рабочие и служащие советских учреждений. С 1932 курорт превращён в детский — для лечения детей, больных костно-суставным туберкулёзом и ревматизмом. Разрушенная в годы Великой Отечественной войны грязелечебница восстановлена в 1947.
Функционируют детский санаторий (350 мест), расположенный в большом парке, где много плодовых деревьев; грязелечебница. На базе санатория — детская ревматологическая клиника Одесского НИИ курортологии.